# Elecciones estatales de Baja California Sur de 1996
Las elecciones estatales de Baja California Sur de 1996 se realizaron el domingo 6 de febrero de 1996 y en ellas se renovaron los siguientes cargos de elección popular del estado mexicano de Baja California Sur:
- 20 diputados del Congreso del Estado. 15 electos por mayoría relativa y 5 designados mediante representación proporcional para integrar la VIII Legislatura.
- 5 ayuntamientos. Compuestos por un presidente municipal y sus regidores, electos para un periodo de tres años.

## Resultados

### Congreso del Estado de Baja California Sur
|  | 49.30 % |

|  | 36.11 % |

|  | 6.50 % |

|  | 4.00 % |

|  | 0.77 % |

|  | 0.31 % |

|  | 0.29 % |

|  | 0.23 % |

|  | 0.13 % |

|  | 0.09 % |

|  | 2.22 % |

|  | 100 % |

### Ayuntamientos
|  | 49.36 % |

|  | 37.74 % |

|  | 6.28 % |

|  | 3.04 % |

|  | 0.28 % |

|  | 0.25 % |

|  | 0.21 % |

|  | 0.10 % |

|  | 0.08 % |

|  | 0.0 % |

|  | 97.40 % |

|  | 2.60 % |